# Maurizio Zamparini
Maurizio Zamparini (né le 9 juin 1941 à Sevegliano, dans la province d'Udine au Frioul-Vénétie Julienne et mort le 1er février 2022 à Cotignola dans la province de Ravenne) est un homme d'affaires et un dirigeant sportif italien. Il a dirigé les clubs de football AC Venise puis US Palerme. 

## Biographie
Zamparini est connu pour avoir investi dans de nombreux secteurs, dont les grands magasins Emmezeta. 
Il se lance dans le football en 1986 avec la reprise du club de Pordenone, en Serie C2 (1986-1987) puis achète la saison suivante l'AC Venezia, également en 4e division. Il le sauve d'une possible faillite, le fusionne avec le club de Mestre. 
Ses investissements dans le club lui permettront d'atteindre la Serie A au bout de onze ans, avec l'entraineur Walter Novellino, à l'issue de la saison 1997-1998. Risquant la relégation dès la fin de la saison 1998-1999, le club se relève grâce au prêt pour six mois par l'Inter Milan du buteur uruguayen Álvaro Recoba.
Il vend Venise en 2002 pour acheter le club fraîchement remonté en Serie B de l'US Palerme pour 20 millions d'euros au président de l'AS Roma, Franco Sensi avec pour but de faire monter les siciliens en Serie A,, au bout de quelques années, but atteint en 2004, 31 ans après la descente du club.  Il est alors nommé citoyen d’honneur de la ville. 
La saison suivante, portée par Luca Toni, Fabio Grosso, Simone Barone, Andrea Barzagli et Cristian Zaccardo, tous champions du monde en 2006 avec l’équipe nationale, le club sicilien termine sixième ce qui le qualifie pour la Coupe UEFA 2006-2007. Sous la direction sportive de Rino Foschi (2002-2008) et Walter Sabatini (2008-2010), l'équipe révèle notamment les talents de Fabrizio Miccoli, Edinson Cavani, Javier Pastore et Paulo Dybala, sans parvenir à jouer la Ligue des champions de l'UEFA. 
Il démissionne de la présidence fin février 2017 et revend le club fin 2018,
Réputé comme ayant un caractère « volcanique », il est également connu pour ses nombreux dérapages verbaux et pour son habitude de changer souvent d' entraîneur (65 ou 66 en 32 ans). Durant la seule saison 2015-2016, il change huit fois d’entraîneur palermitain.